# Уравнения Навье — Стокса
Уравне́ния Навье́ — Сто́кса — дифференциальные уравнения в частных производных, описывающие движение вязкой ньютоновской жидкости. В общем случае трёхмерного течения жидкости представляют собой три скалярных дифференциальных уравнения, выражающих баланс импульса (количества движения) для вязкой жидкости (обобщение второго закона Ньютона). Если рассматривать эти уравнения как векторное соотношение, то часто говорят об уравнении Навье — Стокса (в единственном числе). Названы по имени французского физика Анри Навье и британского математика Джорджа Стокса. Уравнения Навье — Стокса являются одними из важнейших в гидродинамике и применяются в математическом моделировании многих природных явлений и технических задач. 
Впервые уравнения Навье — Стокса были получены Навье (1822, несжимаемая жидкость) и Пуассоном (1829, сжимаемая жидкость), которые исходили из модельных представлений о молекулярных силах. Позже феноменологический вывод уравнений был дан Сен-Венаном и Стоксом.
Для несжимаемой жидкости они записываются следующим образом в векторном виде:
{\displaystyle {\frac {\partial {\vec {v}}}{\partial t}}=-({\vec {v}}\cdot \nabla ){\vec {v}}+\nu \Delta {\vec {v}}-{\frac {1}{\rho }}\nabla p+{\vec {f}},}
где {\displaystyle \nabla } — оператор набла, {\displaystyle \Delta } — векторный оператор Лапласа, {\displaystyle t} — время, {\displaystyle \nu } — коэффициент кинематической вязкости, {\displaystyle \rho } — плотность, {\displaystyle p} — давление, {\displaystyle {\vec {v}}=(v^{1},\;\ldots ,\;v^{n})} — векторное поле скорости, {\displaystyle {\vec {f}}} — векторное поле массовых сил. Неизвестные {\displaystyle p} и {\displaystyle {\vec {v}}} являются функциями времени {\displaystyle t} и координаты {\displaystyle x\in \Omega }, где {\displaystyle \Omega \subset \mathbb {R} ^{n}}, {\displaystyle n=2,\;3} — плоская или трёхмерная область, в которой движется жидкость.
Для получения замкнутой системы уравнений к уравнениям Навье — Стокса необходимо добавить уравнение неразрывности, выражающее закон сохранения массы:
{\displaystyle \nabla \cdot {\vec {v}}=0.}
Для нахождения конкретного решения рассматриваемой задачи необходимо задать краевые и начальные условия, например (в случае несжимаемой жидкости) задать поле скорости на границе области и в начальный момент:
{\displaystyle {\vec {v}}|_{\partial \Omega }=0,}
{\displaystyle {\vec {v}}|_{t=0}={\vec {v}}_{0},}
а также зависимость давления от времени в какой-либо одной точке.
При учёте сжимаемости уравнения Навье — Стокса принимают следующий вид:
{\displaystyle \rho \left({\frac {\partial v_{i}}{\partial t}}+v_{k}{\frac {\partial v_{i}}{\partial x_{k}}}\right)=-{\frac {\partial p}{\partial x_{i}}}+{\frac {\partial }{\partial x_{k}}}\left\{\eta \left({\frac {\partial v_{i}}{\partial x_{k}}}+{\frac {\partial v_{k}}{\partial x_{i}}}-{\frac {2}{3}}\delta _{ik}{\frac {\partial v_{l}}{\partial x_{l}}}\right)\right\}+{\frac {\partial }{\partial x_{k}}}\left(\zeta {\frac {\partial v_{l}}{\partial x_{l}}}\delta _{ik}\right),}
где {\displaystyle \eta } — коэффициент динамической вязкости (сдвиговая вязкость), {\displaystyle \zeta } — «вторая вязкость», или объёмная вязкость, {\displaystyle \delta _{ik}} — дельта Кронекера. Это уравнение при условии постоянства вязкостей {\displaystyle \eta } и {\displaystyle \zeta } сводится к векторному уравнению
{\displaystyle \rho \left({\frac {\partial {\vec {v}}}{\partial t}}+({\vec {v}}\cdot \nabla ){\vec {v}}\right)=-\nabla p+\eta \Delta {\vec {v}}+\left(\zeta +{\frac {\eta }{3}}\right)\nabla \operatorname {div} {\vec {v}}.}
Для получения замкнутой системы уравнений в этом случае необходимо добавить уравнение неразрывности для сжимаемой жидкости
{\displaystyle {\frac {\partial \rho }{\partial t}}+\nabla \cdot (\rho {\vec {v}})=0,}
а также дифференциальное уравнение, выражающее баланс энергии, и уравнение состояния.

## Анализ и решение уравнений
В анализе решений уравнений заключается суть одной из семи «проблем тысячелетия», за решение которых Математический институт Клэя назначил премию в 1 млн долларов США. Необходимо доказать или опровергнуть существование глобального гладкого решения задачи Коши для трёхмерных уравнений Навье — Стокса. Нахождение общего аналитического решения системы Навье — Стокса для пространственного или плоского потока осложняется тем, что оно нелинейное и сильно зависит от начальных и граничных условий.
Некоторые точные решения:
1. Стационарные течения в простых каналах (течение Пуазёйля, течение Куэтта — Тейлора, течение Куэтта и пр.).
2. Солитоны и нелинейные волны. Обычный солитон может[источник не указан 4464 дня] являться решением системы при очень сложных граничных условиях. Впервые он наблюдался экспериментально в канале инженером Скотом Расселом.
3. Решение, которое существует конечное время (так называемые «режимы с обострением»). Гипотеза об этом выдвинута Жаном Лере (фр. Jean Leray) в 1933 году. Он предположил, что в жидкости турбулентность (хаос) образуется благодаря образованию точек или вихревой нити, на которой некоторая компонента скорости становится бесконечной.
4. Звуковые колебания. При малой амплитуде волн они также становятся решением[источник не указан 4464 дня]. Нелинейные члены уравнения можно отбросить, так как они не влияют на решение. Решением являются гармонические функции синуса или косинуса, то есть звуковые колебания.

## Основные свойства системы Навье — Стокса
1. При превышении числом Рейнольдса некоторой критической величины аналитическое точное решение для пространственного или плоского потока даёт хаотический вид течения (так называемая турбулентность). В частном случае оно связано с теорией Фейгенбаума или другими сценариями перехода к хаосу. При уменьшении числа Рейнольдса ниже критического решение опять даёт нехаотический вид течения.
2. Исключительная чувствительность к изменению коэффициентов уравнения при турбулентном режиме: при изменении числа Re на 0,05 % решения совершенно отличаются друг от друга.

## Применение
Будучи дополненной уравнениями переноса тепла и переноса массы, а также соответствующих массовых сил, система уравнений Навье — Стокса может описывать конвекцию, термодиффузию в жидкостях, поведение многокомпонентных смесей различных жидкостей и т. п.
Если же в уравнение в качестве массовой силы ввести силу Лоренца и дополнить систему уравнениями Максвелла для поля в сплошной среде, то модель позволяет описывать явления электро- и магнитогидродинамики. В частности, такие модели успешно применяются при моделировании поведения плазмы, межзвёздного газа.
Система уравнений Навье — Стокса лежит в основе геофизической гидродинамики, в том числе применяется для описания течений в мантии Земли («проблема динамо»).
Также вариации уравнения Навье — Стокса используются в динамической метеорологии для описания движения воздушных масс атмосферы, в частности при формировании прогноза погоды. Для описания реальных течений в различных технических устройствах приемлемую точность численного решения можно получить только при такой расчётной сетке, ячейки которой меньше самого мелкого вихря. Это требует очень больших затрат расчётного времени на современных компьютерах. Поэтому были созданы различные модели турбулентности, упрощающие расчёт реальных потоков.